# MAGEC2
MAGEC2 (англ. MAGE family member C2) – білок, який кодується однойменним геном, розташованим у людей на X-хромосомі. Довжина поліпептидного ланцюга білка становить 373 амінокислот, а молекулярна маса — 41 163.
| 10         |  | 20         |  | 30         |  | 40         |  | 50         |
| ---------- |  | ---------- |  | ---------- |  | ---------- |  | ---------- |
| MPPVPGVPFR |  | NVDNDSPTSV |  | ELEDWVDAQH |  | PTDEEEEEAS |  | SASSTLYLVF |
| SPSSFSTSSS |  | LILGGPEEEE |  | VPSGVIPNLT |  | ESIPSSPPQG |  | PPQGPSQSPL |
| SSCCSSFSWS |  | SFSEESSSQK |  | GEDTGTCQGL |  | PDSESSFTYT |  | LDEKVAELVE |
| FLLLKYEAEE |  | PVTEAEMLMI |  | VIKYKDYFPV |  | ILKRAREFME |  | LLFGLALIEV |
| GPDHFCVFAN |  | TVGLTDEGSD |  | DEGMPENSLL |  | IIILSVIFIK |  | GNCASEEVIW |
| EVLNAVGVYA |  | GREHFVYGEP |  | RELLTKVWVQ |  | GHYLEYREVP |  | HSSPPYYEFL |
| WGPRAHSESI |  | KKKVLEFLAK |  | LNNTVPSSFP |  | SWYKDALKDV |  | EERVQATIDT |
| ADDATVMASE |  | SLSVMSSNVS |  | FSE        |  |            |  |            |

A: Аланін

C: Цистеїн

D: Аспарагінова кислота

E: Глутамінова кислота

F: Фенілаланін

G: Гліцин

H: Гістидин

I: Ізолейцин

K: Лізин

L: Лейцин

M: Метіонін

N: Аспарагін

P: Пролін

Q: Глутамін

R: Аргінін

S: Серин

T: Треонін

V: Валін

W: Триптофан

Кодований геном білок за функцією належить до пухлинних антигенів. 
Задіяний у такому біологічному процесі, як убіквітинування білків. 
Локалізований у цитоплазмі, ядрі.